# SG-43中型機槍
SG-43中型機槍（СГ-43），又稱戈竹諾夫武器系統，是蘇聯於二戰時裝備的一種7.62×54毫米R口徑中型機槍，於1943年開始取代馬克沁M1910重機槍成為紅軍主要裝備，在1960年代被PK通用機槍取代。SG-43亦是朝鲜战争中的朝鲜人民军、中國人民志願軍及越戰的越南南方民族解放陣線游擊隊的裝備之一。
SG-43主要安裝在三腳架、輪式射架或車輛上。SG-43有多種衍生型，如SGMB和坦克上的SGMT，在二戰後期推出了改進型SGM（СГМ），戰後SG-43/SGM更大量出口，中國亦有進行仿制，仿制的SG-43称53式重機槍，仿制的SGM称57式重機槍。

## 使用國

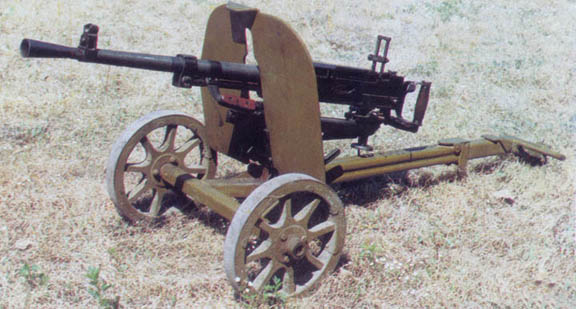
中國的53式機槍

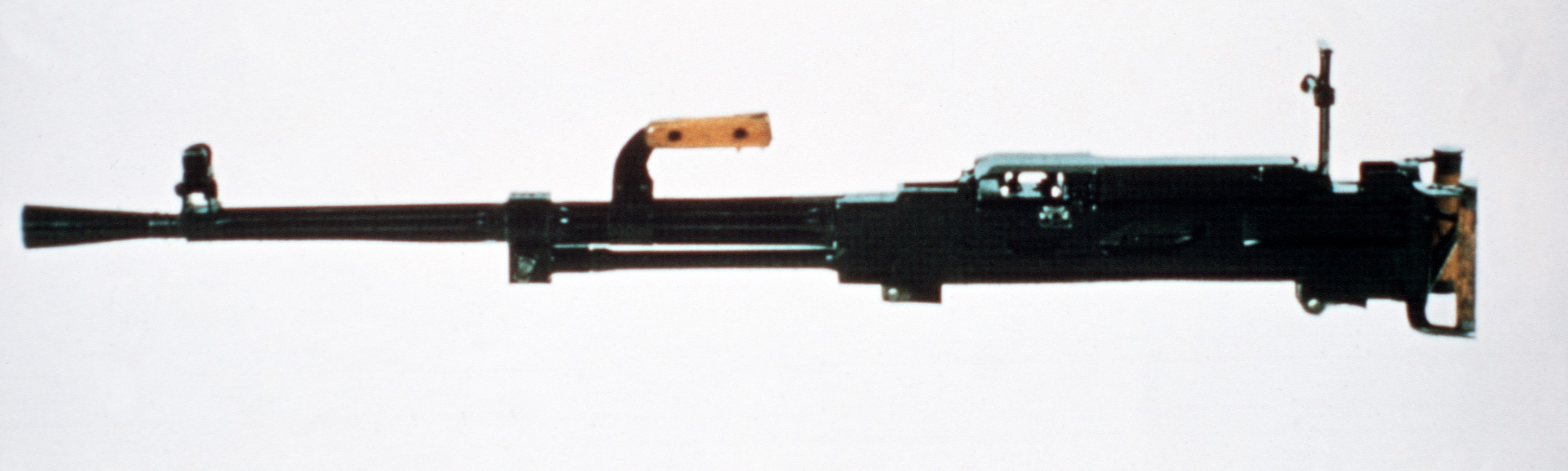
SGM

- 阿富汗
- 阿尔巴尼亚
- 中非
- 中华人民共和国[1]－朝鲜战争中大量使用。
- 賽普勒斯
- 捷克斯洛伐克
- 东德
- 埃及－授權在本土生產。[2]
- 芬兰－在二戰期間有限地繳獲使用。[3]
- 匈牙利[4]
- 印度尼西亞
- 利比亞
- 蒙古国
- 尼加拉瓜
- －朝鲜战争期間使用。
- 巴基斯坦
- 波蘭
- 苏联[1]
- 叙利亚
- 坦桑尼亚
- 越南
- 葉門
- 尚比亞
- 辛巴威

## 性能
口径7.62毫米，全长1700毫米，瞄准基线长670毫米，全重近48.4千克，有效射程1000米，战斗射速300发／分。

## 编制使用
步兵营属机枪连，共装备有重机枪9挺。每挺配4个弹药箱，每箱装弹350发。行军时，分解后由三个人扛，一个扛枪身，一个扛护板，另一个扛枪架。或用马驮，一匹马驮一挺机枪和4个弹药箱，驭手牵马。